# Super A'Can
El Super A'can es una consola de sobremesa que fue lanzada exclusivamente en Taiwán, en 1995, por la empresa Funtech. El en interior posee un Motorola 68000, también utilizado en la Sega Génesis y Neo-Geo. Doce juegos fueron confirmados para el sistema.

## Rendimiento comercial
A pesar de que la Súper A'Can fue un sistema poderoso para la época, fue un fracaso comercial. Hay razones por las cuales el Súper A'Can no triunfó: su precio inicial era demasiado alto para los consumidores, y la A'Can fue lanzado cuando la era 3D ya había comenzado, lo que dejó sin posibilidad de competir con las consolas más conocidas de la época como fueron la PlayStation, la Nintendo 64 y la Sega Saturn, todas los cuales fueron más potentes y ofrecían gráficos en 3D. Al A'Can le fue tan mal que Funtech perdió USD $ 6 millones de dólares antes de desaparecer.

## Especificaciones técnicas

### CPU

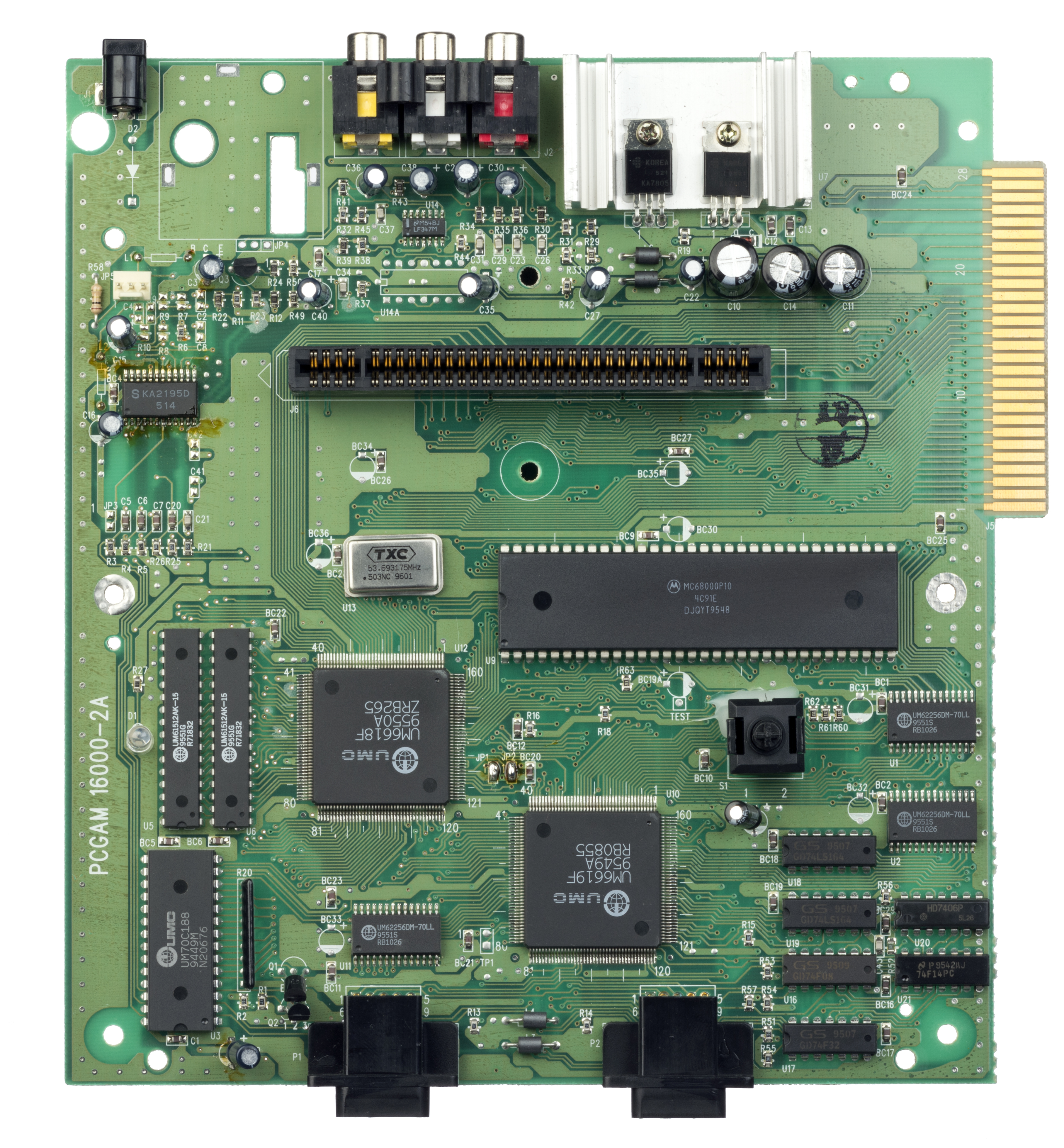
El Super A'Can utiliza un Motorola 68000 como procesador principal

| Procesador            | Motorola 68000 trabajando a 10.738635 MHz      |
| Procesador secundario | 8-bit MOS 6502, con frecuencia de 3.579545 MHz |

### Gráficos
| Paleta: | 32,768 colores |

| GPU: | 128 KB VRAM |

### Entrada y salida
| Entradas para controles | Dos puertos DE-9M (macho de 9 pines D-sub) en el frontal de la consola, idéntico a los del Sega Génesis/Mega Drive (aunque no son compatibles los mandos de la Genesis/Mega Drive) |

## Lista de juegos
A continuación el listado de juegos lanzados.
| #  | Número de serie | Título                          | AKA Título(s)                                                  | Desarrollador(s)                | Género       | Año de liberación |
| -- | --------------- | ------------------------------- | -------------------------------------------------------------- | ------------------------------- | ------------ | ----------------- |
| 1  | F008            | African Adventures              | 1) Fēizhōu Tànxiǎn 2) Monopoly: Adventure in Africa            | Panda Entertainment             | Rompecabezas | 1995              |
| 2  | F006            | C.U.G.                          | 1) Xī Yóujì 2) Journey to the Laugh                            | Funtech                         | Plataformas  | 1995              |
| 3  | F001            | Formosa Duel                    | Fú Ěr Mó Shā Dà Duìjué                                         | AV Artisan                      | Rompecabezas | 1995              |
| 4  | F002            | Sango Fighter                   | Sānguózhì Wǔjiàng Zhēngbà                                      | Panda Entertainment             | Lucha        | 1995              |
| 5  | F003            | The Son of Evil                 | Xié'è Zhīzǐ                                                    | Funtech                         | RPG          | 1995              |
| 6  | F004            | Speedy Dragon                   | 1) Yīnsù Fēilóng 2) Sonic Dragon                               | AV Artisan                      | Plataformas  | 1995              |
| 7  | F005            | Super Taiwanese Baseball League | Chāojí Zhōnghuá Zhí Bàng Liánméng                              | Quan Wei Technology/C&E         | Deportes     | 1995              |
| 8  | F011            | Boom Zoo                        | 1) Bào Bào Dòngwùyuán 2) Explosive Burst Zoo                   | Funtech                         | Acción       | 1996              |
| 9  | F009            | Gambling Lord                   | Dǔ Bà                                                          | Panda Entertainment/Funtech     | Mahjong      | 1996              |
| 10 | F012            | REBEL                           | 1) Pàn Xīng 2) Rebel Star                                      | Horng Shen Information Co., Ltd | RPG          | 1996              |
| 11 | F007            | Super Dragon Force              | 1) Chāojí Guāngmíng Zhàn Shǐ 2) Super Light Saga: Dragon Force | Kingformation Co., Ltd.         | RPG          | 1996              |
| 12 | F010            | Magical Pool                    | Mó Bàng Zhuàngqiú                                              | Funtech                         | Deportes     | 1996              |